# 945 Barcelona
945 Barcelona
945 Barcelona là một tiểu hành tinh bay quanh Mặt Trời trong vành đai tiểu hành tinh. Nó là một tiểu hành tinh vành đai chính tìm thấy ngày 3 tháng 2 năm 1921 ở Barcelona bởi Catalan nhà thiên văn học Josep Comas Solá (1868–1937). Đường kính của nó khoảng 25.5 km. Nó được đặt theo tên thành phố Barcelona (Catalonia).